# Sarawut Kanlayanabandit
Sarawut Kanlayanabandit (tiếng Thái: สราวุธ กัลยาณบัณฑิต, sinh ngày 27 tháng 5 năm 1991), là một cầu thủ bóng đá người Thái Lan thi đấu ở vị trí trung vệ cho câu lạc bộ Giải bóng đá Ngoại hạng Thái Lan Pattaya United.

## Sự nghiệp quốc tế
Anh đại diện U-23 Thái Lan ở Đại hội thể thao châu Á 2014.

### Quốc tế
Tính đến 12 tháng 11 năm 2015
| Đội tuyển quốc gia | Năm  | Số trận | Bàn thắng |
| ------------------ | ---- | ------- | --------- |
| Thái Lan           | 2014 | 2       | 0         |
| Thái Lan           | Tổng | 2       | 0         |

## Danh hiệu

### Câu lạc bộ
Loei City
- Regional League North-East Division
  -   Vô địch (1): 2009

Kasetsart University
- Regional League Bangkok Area Division
  -   Vô địch (1): 2011